# John Elder Robison
John Elder Robison (Athens, 13 de agosto de 1957) es un escritor y activista, el autor de las memorias publicadas en 2007 Mírame a los ojos, en las que cuenta con detalle su vida con un Síndrome de Asperger no diagnosticado y habilidades savant, y otros tres libros. Robison ha tenido varias profesiones. En los años 70, trabajó como ingeniero en el mercado musical, en el que es conocido por crear los efectos especiales que caracterizaban a las guitarras de los miembros de la banda KISS. En los 80, Robison trabajó para los fabricantes de productos electrónicos Milton Bradley Company (juegos electrónicos), Simplex (alarmas de incendios y control de edificios) e ISOREG (acondicionadores de potencia). Robison escribió su primer libro con 49 años.

## Primeros años
Robison nació en Athens, Georgia, cuando sus padres estaban asistiendo a la Universidad de Georgia. Es hijo de la poeta Margaret Robison y John G. Robison (1935-2005), antiguo jefe del Departamento de Filosofía de la Universidad de Massachusetts Amherst. Robison abandonó los estudios en secundaria.

## Vida personal
Se ha casado tres veces, y tiene un hijo, Jack Robison, apodado Cubby.
Es hermano mayor del autor de memorias Augusten Burroughs, que también escribió sobre su infancia en Recortes de mi vida.
Se le diagnosticó Síndrome de Asperger a los 40 años.
En 2011, Robison fue presentado en un episodio del programa Ingenious Minds, en el que habló de los experimentos con estimulación magnética transcraneana a los que se estaba sometiendo para mejorar su cognición social.

## Libros
En Mírame a los ojos, describe cómo creció con su autismo sin diagnosticar, pero consciente de ser diferente, y cómo fue diagnosticado por primera vez por un amigo psicólogo cuando tenía 40 años. Tras escribir este libro, Robison se involucró activamente en la planificación de la investigación del autismo y en la defensa de los derechos de los autistas.
Robison también es autor de Be Different (2011), una guía práctica para adultos con autistmo; Raising Cubby (2013), el relato de cómo crio de su hijo autista, y Switched On (2016), el relato de su participación como sujeto de investigación en un estudio del cerebro usando estimulación magnética transcraneana en el Beth Israel Deaconess Medical Center, un hospital universitario de la Escuela de Medicina de Harvard.

## Vida profesional
Robison aprendió de manera autodidacta sobre circuitos eléctricos y ondas sonoras. Solía usar esos conocimientos adquiridos por él mismo para diseñar guitarras para la banda de rock KISS y juguetes para Milton Bradley.
Robison lleva una exitosa tienda especializada en coches. Es el fundador de J.U. Robison Service Co., Inc., en Springfield, Massachusetts. Robison Service es un centro autorizado del Bosh Car Service especializado en el servicio y restauración de automóviles europeos de alta gama. Robison Service es también parte del Springfield Automotive Complex, que también es sede del TCS Auto Program, un colegio de secundaria de educación especial autorizado que enseña habilidades necesarias para la vida en el contexto de un complejo comercial de automóviles en funcionamiento. El colegio está asociado con Robison y Tri County Schools, que es parte del Northeast Center for Youth and Families de Easthampton, Massachusetts.

## Activismo
Robison participa activamente en el movimiento por los derechos de los autistas. Fue voluntario en Autism Speaks como miembro de los consejos asesor y de tratamiento; puesto que decía que estaba interesado en ayudar a remediar los aspectos discapacitantes del autismo. Dimitió en 2013, tras la publicación de un artículo de opinión de Suzanne Wright, confundadora de Autism Speaks. Robison y otros miembros de la comunidad autista criticaron a Wright por proclamar que las familias afectadas por el autismo vivían con "desesperación" y "miedo al futuro". Robison afirmaba que "las discapacidades son problemas, pero eso no significa que el autismo sea un problema."
Desde 2012, Robison ha sido el profesor titular de Neurodiversidad en el College of William & Mary, en Williamsburg, Virginia. Es también copresidente del  comité de neurodiversidad del campus, con sede en la oficina de diversidad del presidente. Robison imparte lecciones de neurodiversidad en los campus de Williamsburg y Washington D. C.
Desde 2012 es miembro del Comité de Coordinación interinstitucional de Autismo (Interagency Autism Coordinating Committee) del Departamento de Salud y Servicios Humanos de los Estados Unidos. El comité es responsable de elaborar el Plan estratégico sobre el autismo para el gobierno federal, y el Resumen anual de avances en investigación sobre el autismo. El comité informa al Ministerio de Salud y Servicios Humanos, que supervisa los programas de autismo de los Centros de Control y Prevención de Enfermedades (CDC), los Institutos Nacionales de Salud (NIH) y los Servicios de Administración de Recursos Sanitarios (HRSA). Además, el comité coordina el trabajo respecto al autismo con otros organismos gubernamentales, incluido el Departamento de Defensa y el Departamento de Educación de los Estados Unidos y la Administración del Seguro Social (SSA).
En el IACC y otros comités gubernamentales, se conoce a Robison por su postura de que las personas con autismo deberían ser quienes dirigiesen la definición de las metas de las investigaciones sobre autismo.
En 2016, Robison declaró que el autismo "de bajo funcionamiento" no impide a una persona decidir dónde quiere vivir. Para tener una segunda opinión, el escritor S. F. Lutz invitó a Robison a conocer a su hijo con autismo de bajo funcionamiento, Jonah, invitación que Robison aceptó. Robison estaba, en un principio, a la defensiva; pero luego dijo: "No, no puedo hablar con Jonah sobre dónde quiere vivir... no considero tener conocimiento que ofrecer sobre lo que él quiere para el futuro".